# 内藤功
内藤 功（ないとう いさお、1931年3月2日 - ）は、日本の弁護士、政治家。日本共産党所属の元参議院議員（2期）。日本共産党名誉幹部会顧問。日本平和委員会代表理事。自由法曹団本部常任幹事。

## 来歴
東京都中央区出身。1952年明治大学法学部卒業後、同大学講師にて教鞭を執りながら弁護士として活動。恵庭事件や砂川事件、長沼ナイキ基地訴訟など憲法裁判で弁護団に関わったほか、恵庭裁判の過程で統幕会議事務局長を法廷で証人喚問、自衛隊による有事研究（三矢研究）を明らかにしたことでも知られる。
1974年の参院選に全国区から立候補し初当選。2期12年参議院議員を務めたが、1989年の参院選で落選するとそのまま政界を引退する。議員を退いた現在も、現役の弁護士としてイラク派兵違憲・差し止め訴訟などを手がけている。

## 国政選挙歴
- 1974年 第10回参議院議員通常選挙 全国区 当選[3]
- 1980年 第12回参議院議員通常選挙 全国区 落選[4]
- 1983年 第13回参議院議員通常選挙 東京都選挙区 当選[5]
- 1989年 第15回参議院議員通常選挙 東京都選挙区 次点落選[6]

## 著書

### 単著
- 『職場の法律相談:権利闘争のすすめ方』機関紙連合通信社、1973年。
- 『ストライキ権:その思想と実践』民衆社、1974年。
- 『国会からの証言:憲法の今日的課題』白石書店、1980年。
- 『くらしの法律相談:身近な実例でやさしく語る』びわの実書房、1980年。
- 『朝雲の野望』大月書店、1983年。

### 共著
- 『条解改正公労法・地公労法』弘文堂、1957年。松岡三郎、大野正男との共著
- 『東アジア共同体と勝海舟:九条改憲をめぐる情勢と課題』下町人間総合研究所、2009年。吉岡吉典、石山久男との共著